# Campionati del mondo di atletica leggera 2022 - 100 metri piani maschili
La specialità dei 100 metri piani maschili dei campionati del mondo di atletica leggera 2022 si è svolta tra il 15 e il 16 luglio all'Hayward Field di Eugene, negli Stati Uniti d'America.

## Podio
| Pos.    | Atleta          | Nazionalità | Tempo |
| ------- | --------------- | ----------- | ----- |
| Oro     | Fred Kerley     | Stati Uniti | 9"86  |
| Argento | Marvin Bracy    | Stati Uniti | 9"88  |
| Bronzo  | Trayvon Bromell | Stati Uniti | 9"88  |

## Situazione pre-gara

### Record
Prima di questa competizione, il record del mondo (RM) e il record dei campionati (RC) erano i seguenti.
| Record                | Prestazione | Atleta              | Data                             | Competizione  |
| --------------------- | ----------- | ------------------- | -------------------------------- | ------------- |
| Record mondiale       | 9"58        | Usain Bolt Giamaica | 16 agosto 2009 Berlino, Germania | Mondiali 2009 |
| Record dei campionati | 9"58        | Usain Bolt Giamaica | 16 agosto 2009 Berlino, Germania | Mondiali 2009 |

### Campioni in carica
I campioni in carica a livello mondiale e olimpico erano:
| Campione | Atleta                        | Prestazione | Data                           | Competizione         |
| -------- | ----------------------------- | ----------- | ------------------------------ | -------------------- |
| Olimpico | Marcell Jacobs Italia         | 9"80        | 1º agosto 2021 Tokyo, Giappone | Giochi olimpici 2021 |
| Mondiale | Christian Coleman Stati Uniti | 9"76        | 28 settembre 2019 Doha, Qatar  | Mondiali 2019        |

### La stagione
Prima di questa gara, gli atleti con le migliori tre prestazioni dell'anno erano:
| Pos. | Atleta                      | Prestazione | Data                                         |
| ---- | --------------------------- | ----------- | -------------------------------------------- |
| 1    | Fred Kerley Stati Uniti     | 9"76        | 24 giugno 2022 Eugene, Stati Uniti d'America |
| 2    | Trayvon Bromell Stati Uniti | 9"81        | 24 giugno 2022 Eugene, Stati Uniti d'America |
| 3    | Ferdinand Omanyala Kenya    | 9"85        | 7 maggio 2022 Nairobi, Kenya                 |

## Risultati

### Turno preliminare
I turni preliminari si sono corsi a partire dalle 12:30 del 15 luglio. I primi 2 di ogni serie (Q) e i 6 tempi migliori tra gli esclusi (q) si qualificano alle batterie.

#### Batteria 1
| Posizione | Corsia | Atleta               | Nazionalità | Tempo | Note                                     |
| --------- | ------ | -------------------- | ----------- | ----- | ---------------------------------------- |
| 1         | 2      | Cesar Almiron        | Paraguay    | 10"49 | Q                                        |
| 2         | 5      | Ildar Akhmadiev      | Tagikistan  | 10"66 | Q                                        |
| 3         | 7      | Noureddine Hadid     | Libano      | 10"68 | q                                        |
| 4         | 3      | Shaun Gill           | Belize      | 10"76 | q                                        |
| 5         | 6      | Hassan Saaid         | Maldive     | 10"77 | q                                        |
| 6         | 4      | Scott James Fiti     | Micronesia  | 11"61 | Miglior prestazione personale stagionale |
| 7         | 8      | Mipham Yoezer Gurung | Bhutan      | 11"86 | Miglior prestazione personale            |

#### Batteria 2
| Posizione | Corsia | Atleta                     | Nazionalità | Tempo | Note                                     |
| --------- | ------ | -------------------------- | ----------- | ----- | ---------------------------------------- |
| 1         | 8      | Ebrahima Camara            | Gambia      | 10"37 | Q                                        |
| 2         | 3      | Lalu Muhammad Zohri        | Indonesia   | 10"46 | Q                                        |
| 3         | 6      | Imranur Rahman             | Bangladesh  | 10"47 | q                                        |
| 4         | 2      | Karalo Hepoiteloto Maibuca | Tuvalu      | 11"46 | Miglior prestazione personale stagionale |
| 5         | 4      | Ignacio Blaluk             | Palau       | 11"66 | Miglior prestazione personale            |
| 6         | 5      | Nehumi Tuihalamaka         | Tonga       | 12"22 | Miglior prestazione personale            |
| -         | 7      | Ahmed Amaar                | Libia       | dns   |                                          |

#### Batteria 3
| Posizione | Corsia | Atleta                  | Nazionalità     | Tempo | Note                                     |
| --------- | ------ | ----------------------- | --------------- | ----- | ---------------------------------------- |
| 1         | 8      | Lionel Tshimanga Muteba | RD del Congo    | 10"64 | Q                                        |
| 2         | 6      | Hussein Ali Al Khafaji  | Iraq            | 10"65 | Q                                        |
| 3         | 2      | Francesco Sansovini     | San Marino      | 10"67 | q                                        |
| 4         | 7      | Craig Gill              | Gibilterra      | 11"24 | (.232)                                   |
| 5         | 4      | Lataisi Mwea            | Kiribati        | 11"43 | (.424)                                   |
| 6         | 5      | Nathan Crumpton         | Samoa Americane | 11"71 | Miglior prestazione personale stagionale |
| -         | 3      | Boubacar Barry          | Guinea          | dns   |                                          |

#### Batteria 4
| Posizione | Corsia | Atleta                  | Nazionalità      | Tempo | Note                                     |
| --------- | ------ | ----------------------- | ---------------- | ----- | ---------------------------------------- |
| 1         | 2      | Emanuel Archibald       | Guyana           | 10"31 | Q                                        |
| 2         | 6      | Dorian Keletela         | Atleti Rifugiati | 10"48 | Q                                        |
| 3         | 5      | Melique Garcia          | Honduras         | 10"70 | q                                        |
| 4         | 7      | Omar Aburouss           | Giordania        | 11"24 | (.233)                                   |
| 5         | 3      | Said Gilani             | Afghanistan      | 11"43 | (.424)                                   |
| 6         | 4      | Tikove Piira            | Kenya            | 11"56 | Miglior prestazione personale stagionale |
| -         | 8      | Ratu Banuve Tabakaucoro | Figi             | dq    | TR16.8                                   |

### Batterie
Le batterie si sono corse a partire dalle 18:50 del 15 luglio. I primi 3 di ogni batteria (Q) e i 3 tempi migliori tra gli esclusi (q) si qualificano alle semifinali.

#### Batteria 1
| Posizione | Corsia | Atleta              | Nazionalità       | Tempo | Note                                     |
| --------- | ------ | ------------------- | ----------------- | ----- | ---------------------------------------- |
| 1         | 2      | Marvin Bracy        | Stati Uniti       | 10"05 | Q                                        |
| 2         | 5      | Ackeem Blake        | Giamaica          | 10"15 | (.144) Q                                 |
| 3         | 1      | Raymond Ekevwo      | Nigeria           | 10"17 | (.162) Q                                 |
| 4         | 6      | Cejhae Greene       | Antigua e Barbuda | 10"17 | (.164)                                   |
| 5         | 3      | Rohan Browning      | Australia         | 10"22 | (.218)                                   |
| 6         | 7      | Chituru Ali         | Italia            | 10"40 |                                          |
| 7         | 8      | Lalu Muhammad Zohri | Indonesia         | 10"42 | Miglior prestazione personale stagionale |
| 8         | 4      | Francesco Sansovini | San Marino        | 10"71 |                                          |

#### Batteria 2
| Posizione | Corsia | Atleta            | Nazionalità       | Tempo | Note     |
| --------- | ------ | ----------------- | ----------------- | ----- | -------- |
| 1         | 4      | Fred Kerley       | Stati Uniti       | 9"79  | Q        |
| 2         | 1      | Zharnel Hughes    | Gran Bretagna     | 9"97  | Q        |
| 3         | 8      | Emmanuel Matadi   | Liberia           | 9"99  | Q        |
| 4         | 7      | Favour Ashe       | Nigeria           | 10"00 | q        |
| 5         | 2      | Bingtian Su       | Cina              | 10"15 | (.142) q |
| 6         | 3      | Jerod Elcock      | Trinidad e Tobago | 10"22 | (.215)   |
| 7         | 6      | Emanuel Archibald | Guyana            | 10"24 |          |
| 8         | 5      | Hassan Saaid      | Maldive           | 10"83 |          |

#### Batteria 3
| Posizione | Corsia | Atleta                | Nazionalità    | Tempo | Note   |
| --------- | ------ | --------------------- | -------------- | ----- | ------ |
| 1         | 4      | Trayvon Bromell       | Stati Uniti    | 9"89  | Q      |
| 2         | 2      | Arthur Cissé          | Costa d'Avorio | 10"02 | Q      |
| 3         | 5      | Rodrigo Do Nascimento | Brasile        | 10"11 | Q      |
| 4         | 8      | Jerome Blake          | Canada         | 10"16 |        |
| 5         | 1      | Yupun Abeykoon        | Sri Lanka      | 10"19 | (.187) |
| 6         | 3      | Ebrahima Camara       | Gambia         | 10"48 |        |
| 7         | 7      | Femi Ogunode          | Qatar          | 10"52 | (.515) |
| 8         | 6      | Shaun Gill            | Belize         | 10"77 |        |

#### Batteria 4
| Posizione | Corsia | Atleta                  | Nazionalità      | Tempo | Note       |
| --------- | ------ | ----------------------- | ---------------- | ----- | ---------- |
| 1         | 4      | Oblique Seville         | Giamaica         | 9"93  | Q          |
| 2         | 5      | Marcell Jacobs          | Italia           | 10"04 | (.032) Q = |
| 3         | 1      | Ryuichiro Sakai         | Giappone         | 10"12 | (.114) Q   |
| 4         | 8      | Reece Prescod           | Gran Bretagna    | 10"15 | (.145)     |
| 5         | 2      | Julian Wagner           | Germania         | 10"21 | (.201)     |
| 6         | 3      | Shainer Rengifo Montoya | Cuba             | 10"21 | (.204)     |
| 7         | 6      | Dorian Keletela         | Atleti Rifugiati | 10"52 | (.513)     |
| 8         | 7      | Imranur Rahman          | Bangladesh       | dns   |            |

#### Batteria 5
| Posizione | Corsia | Atleta            | Nazionalità | Tempo | Note     |
| --------- | ------ | ----------------- | ----------- | ----- | -------- |
| 1         | 4      | Letsile Tebogo    | Botswana    | 9"94  | Q        |
| 2         | 3      | Yohan Blake       | Giamaica    | 10"04 | (.035) Q |
| 3         | 1      | Aaron Brown       | Canada      | 10"06 | Q        |
| 4         | 6      | Akani Simbine     | Sudafrica   | 10"07 | q        |
| 5         | 2      | Samson Coolebroke | Bahamas     | 10"23 |          |
| 6         | 5      | Jake Doran        | Australia   | 10"29 |          |
| 7         | 8      | Cesar Almiron     | Paraguay    | 10"51 |          |
| 8         | 7      | Melique Garcia    | Honduras    | 10"88 |          |

#### Batteria 6
| Posizione | Corsia | Atleta                 | Nazionalità | Tempo | Note     |
| --------- | ------ | ---------------------- | ----------- | ----- | -------- |
| 1         | 3      | Christian Coleman      | Stati Uniti | 10"08 | (.071) Q |
| 2         | 2      | Andre De Grasse        | Canada      | 10"12 | (.111) Q |
| 3         | 6      | Erik Cardoso           | Brasile     | 10"18 | (.173) Q |
| 4         | 4      | Benjamin Azamati       | Ghana       | 10"18 | (.180)   |
| 5         | 1      | Gift Leotlela          | Sudafrica   | 10"19 | (.187)   |
| 6         | 7      | Udodi Onwuzurike       | Nigeria     | 10"26 |          |
| 7         | 5      | Hussein Ali Al Khafaji | Iraq        | 10"55 |          |
| 8         | 8      | Ildar Akhmadiev        | Tagikistan  | 10"85 |          |

#### Batteria 7
| Posizione | Corsia | Atleta                  | Nazionalità    | Tempo | Note     |
| --------- | ------ | ----------------------- | -------------- | ----- | -------- |
| 1         | 7      | Abdul Hakim Sani Brown  | Giappone       | 9"98  | Q        |
| 2         | 2      | Edward Osei-Nketia      | Nuova Zelanda  | 10"08 | (.078) Q |
| 3         | 3      | Ferdinand Omanyala      | Kenya          | 10"10 | Q        |
| 4         | 9      | Ismael Kone             | Costa d'Avorio | 10"17 | (.161)   |
| 5         | 8      | Felipe Bardi            | Brasile        | 10"22 | (.218)   |
| 6         | 1      | Joseph Amoah            | Ghana          | 10"22 | (.220)   |
| 7         | 8      | Clarence Munyai         | Sudafrica      | 10"47 |          |
| 8         | 4      | Lionel Tshimanga Muteba | RD del Congo   | 10"60 |          |
| 9         | 5      | Nourreddine Hadid       | Libano         | 10"72 |          |

### Semifinali
Le semifinali si sono corse a partire dalle 18:00 del 16 luglio. I primi 2 di ogni semifinale (Q) e i 2 tempi migliori tra gli esclusi (q) si qualificano alla finale.

#### Semifinale 1
| Posizione | Corsia | Atleta                 | Nazionalità    | Tempo | Note     |
| --------- | ------ | ---------------------- | -------------- | ----- | -------- |
| 1         | 2      | Akani Simbine          | Sudafrica      | 9"97  | (.966) Q |
| 2         | 3      | Trayvon Bromell        | Stati Uniti    | 9"97  | (.967) Q |
| 3         | 6      | Abdul Hakim Sani Brown | Giappone       | 10"05 | (.044) q |
| 4         | 4      | Yohan Blake            | Giamaica       | 10"12 | (.111)   |
| 5         | 8      | Emmanuel Matadi        | Liberia        | 10"12 | (.113)   |
| 6         | 5      | Arthur Cissé           | Costa d'Avorio | 10"16 |          |
| 7         | 7      | Rodrigo Do Nascimento  | Brasile        | 10"19 | (.185)   |
| 8         | 1      | Raymond Ekevwo         | Nigeria        | 10"20 |          |

#### Semifinale 2
| Posizione | Corsia | Atleta             | Nazionalità   | Tempo | Note     |
| --------- | ------ | ------------------ | ------------- | ----- | -------- |
| 1         | 3      | Fred Kerley        | Stati Uniti   | 10"02 | Q        |
| 2         | 5      | Christian Coleman  | Stati Uniti   | 10"05 | (.042) Q |
| 3         | 6      | Zharnel Hughes     | Gran Bretagna | 10"13 |          |
| 4         | 8      | Ackeem Blake       | Giamaica      | 10"19 | (.190)   |
| 5         | 7      | Andre De Grasse    | Canada        | 10"21 |          |
| 6         | 1      | Ryuichiro Sakai    | Giappone      | 10"23 |          |
| 7         | 4      | Edward Osei-Nketia | Nuova Zelanda | 10"29 |          |
| 8         | 2      | Bingtian Su        | Cina          | 10"30 |          |

#### Semifinale 3
| Posizione | Corsia | Atleta             | Nazionalità | Tempo | Note   |
| --------- | ------ | ------------------ | ----------- | ----- | ------ |
| 1         | 6      | Oblique Seville    | Giamaica    | 9"90  | Q      |
| 2         | 3      | Marvin Bracy       | Stati Uniti | 9"93  | Q      |
| 3         | 8      | Aaron Brown        | Canada      | 10"06 | q      |
| 4         | 2      | Favour Ashe        | Nigeria     | 10"12 | (.118) |
| 5         | 7      | Ferdinand Omanyala | Kenya       | 10"14 |        |
| 6         | 1      | Erik Cardoso       | Brasile     | 10"15 |        |
| 7         | 5      | Letsile Tebogo     | Botswana    | 10"17 |        |
| 8         | 4      | Marcell Jacobs     | Italia      | dns   |        |

### Finale
La finale si è corsa alle 19:50 del 16 luglio.
| Posizione | Corsia | Atleta                 | Nazionalità | Tempo | Note   |
| --------- | ------ | ---------------------- | ----------- | ----- | ------ |
| Oro       | 4      | Fred Kerley            | Stati Uniti | 9"86  |        |
| Argento   | 3      | Marvin Bracy           | Stati Uniti | 9"88  | (.874) |
| Bronzo    | 8      | Trayvon Bromell        | Stati Uniti | 9"88  | (.876) |
| 4         | 6      | Oblique Seville        | Giamaica    | 9"97  |        |
| 5         | 5      | Akani Simbine          | Sudafrica   | 10"01 | (.003) |
| 6         | 7      | Christian Coleman      | Stati Uniti | 10"01 | (.005) |
| 7         | 1      | Abdul Hakim Sani Brown | Giappone    | 10"06 |        |
| 8         | 2      | Aaron Brown            | Canada      | 10"07 |        |